# ジャパンボウル
ジャパンボウル（Japan Bowl）は、1976年から1993年まで、日本で行われていたNCAA公認のカレッジフットボールの東西対抗オールスター戦。第1回大会は東京・国立競技場に主催者発表で68,000人の観衆を集めた。国立競技場の他、横浜スタジアム、東京ドームで開催された。
アメリカ合衆国建国200年を記念して企画された。
1985年から1989年まではリコー、1990年、1991年はマイカルがスポンサーであったが、1992年から冠名はなくなった。
| 回数 | 開催日        | 勝利チーム | スコア | 敗戦チーム | スコア | 競技場         | 観衆   | MVP                                                                      |
| ---- | ------------- | ---------- | ------ | ---------- | ------ | -------------- | ------ | ------------------------------------------------------------------------ |
| 1    | 1976年1月18日 | 西軍       | 27     | 東軍       | 16     | 国立競技場     | 68,000 | チャック・マンシー（カリフォルニア大学） (Chuck Muncie) , RB             |
| 2    | 1977年1月16日 | 西軍       | 21     | 東軍       | 10     | 国立競技場     | 58,000 | ロビン・アール（ワシントン大学） (Robin Earl) , RB/TE                    |
| 3    | 1978年1月14日 | 東軍       | 26     | 西軍       | 10     | 国立競技場     | 33,000 | ジミー・セファーロ（ペンシルベニア州立大学） (Jimmy Cefalo) , RB         |
| 4    | 1979年1月14日 | 東軍       | 33     | 西軍       | 14     | 国立競技場     | 55,000 | スコット・フィッツキー（ペンシルベニア州立大学） (Scott Fitzkee) , RB    |
| 5    | 1980年1月13日 | 西軍       | 28     | 東軍       | 17     | 横浜スタジアム | 27,000 | ポール・キャンベル（オハイオ州立大学） Paul Campbell, RB                 |
| 6    | 1981年1月18日 | 西軍       | 25     | 東軍       | 13     | 横浜スタジアム | 30,000 | J・C・ワッツ（オクラホマ大学） (J. C. Watts) , QB                        |
| 7    | 1982年1月17日 | 西軍       | 28     | 東軍       | 17     | 横浜スタジアム | 28,000 | レオ・ウィズニュースキー（ペンシルベニア州立大学） (Leo Wisniewski) , OL |
| 8    | 1983年1月23日 | 西軍       | 30     | 東軍       | 21     | 横浜スタジアム | 30,000 | リチャード・ニーリー（南メソジスト大学） Richard Neely, DL               |
| 9    | 1984年1月16日 | 西軍       | 27     | 東軍       | 16     | 横浜スタジアム | 26,000 | アービン・フライヤー（ネブラスカ大学） (Irving Fryar) , WR               |
| 10   | 1985年1月13日 | 西軍       | 28     | 東軍       | 14     | 横浜スタジアム | 30,000 | ゲイル・ギルバート（カリフォルニア大学） (Gale Gilbert) , QB             |
| 11   | 1986年1月12日 | 東軍       | 31     | 西軍       | 14     | 横浜スタジアム | 30,000 | ボー・ジャクソン (Bo Jackson) , RB                                       |
| 12   | 1987年1月11日 | 西軍       | 24     | 東軍       | 17     | 横浜スタジアム | 30,000 | トロイ・ストラドフォード（ボストンカレッジ） (Troy Stradford) , RB       |
| 13   | 1988年1月10日 | 西軍       | 17     | 東軍       | 3      | 横浜スタジアム | 30,000 | チャド・ヘニングズ（空軍士官学校） (Chad Hennings) , DL                  |
| 14   | 1989年1月16日 | 東軍       | 30     | 西軍       | 7      | 横浜スタジアム | 29,000 | マーク・メズナー（ミシガン大学） (Mark Messner) , DL                     |
| 15   | 1990年1月14日 | 東軍       | 24     | 西軍       | 10     | 横浜スタジアム |        | アンソニー・トンプソン（インディアナ大学） (Anthony Thompson)            |
| 16   | 1991年1月14日 | 西軍       | 20     | 東軍       | 14     | 横浜スタジアム |        | ビル・マスグレイブ（オレゴン大学） (Bill Musgrave)                       |
| 17   | 1992年1月12日 | 東軍       | 14     | 西軍       | 13     | 東京ドーム     | 50,000 | タイ・デトマー（ブリガムヤング大学） (Ty Detmer) , QB                    |
| 18   | 1993年1月10日 | 東軍       | 27     | 東軍       | 13     | 東京ドーム     |        | マーク・ブルネル（ワシントン大学） (Mark Brunell) , QB                   |

## 単独チーム同士のNCAA公式戦
- パイオニアボウル - 1976年開催。パイオニアがスポンサーとなった。
- ミラージュボウル - 1977年から1985年まで開催。三菱自動車がスポンサーとなった。名称は三菱・ミラージュより。
- コカコーラボウル - 1986年から1993年まで開催。ミラージュボウルからスポンサーがコカ・コーラ社に変更されたため名称が変わった。

## ジャパン・ボウルの名前を使用した試合
- ノートルダム・ジャパン・ボウル2009 - 2009年にノートルダム大学のOBと日本代表が対戦した試合。